# Màrfino (Saràtov)
|  | Per a altres significats, vegeu «Màrfino». |

Màrfino (en rus: Марфино) és un poble de l'óblast de Saràtov, a Rússia, segons el cens del 2010 tenia 574 habitants. Pertany al districte municipal d'Atkarsk.